# Cornus suecica
Cornus suecica — вид трав'янистих рослин родини деренові (Cornaceae).

## Назва
Географічний епітет лат. suecica стосується поширення рослини в Швеції. В англійській мові має назву «шведський кизил» (англ. swedish cornel).

## Опис
Багаторічна трав'яниста рослина, заввишки 10–25(30) см. Кореневища горизонтальні. Утворює щільні килимки. Стебла 4-кутні. Листки супротивні, коротко- або безчерешкові; пластини овально-еліптичні, довжиною 2–4 см і шириною 1–3 см, з паралельними жилками, з цілими краями, знизу блакитно-зелені. Квітка: білі верхні листки (приквітки) 1–1.5 см завдовжки та 10–20 майже чорних квіток бл. 1 мм в діаметрі, тичинок 4. Плоди — сферичні, червоні, блискучі, соковиті, прибл. 5 мм шириною, 2-насінні кістянки, розміщуються в пучках. Плоди не отруйні, але без смаку й борошнисті; поїдаються тваринами.

## Поширення
Поширений в арктичній і субарктичній зон, за винятком континентальної частини Північної Америки і континентального Сибіру — Північна Америка (Гренландія, Аляска (США), Канада); Азія (Японія – Хоккайдо, Далекий Схід Росії); Європа (Естонія, Латвія, Литва, Росія, Німеччина, Нідерланди, Польща, Данія, Фарерські острови, Фінляндія, Ісландія, Норвегія, Швеція, Сполучене Королівство).
Населяє морські й озерні береги, береги річок, болота, межі боліт.

## Галерея

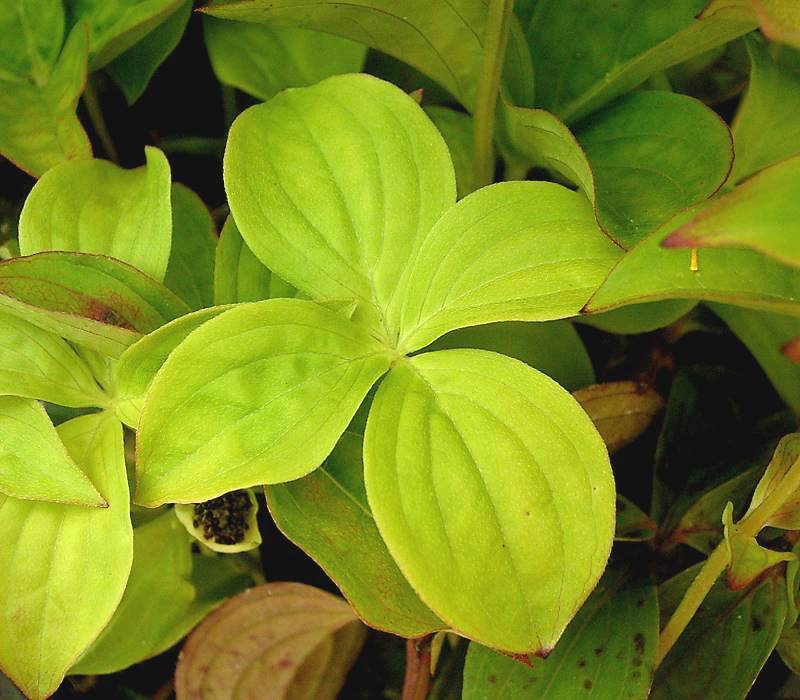
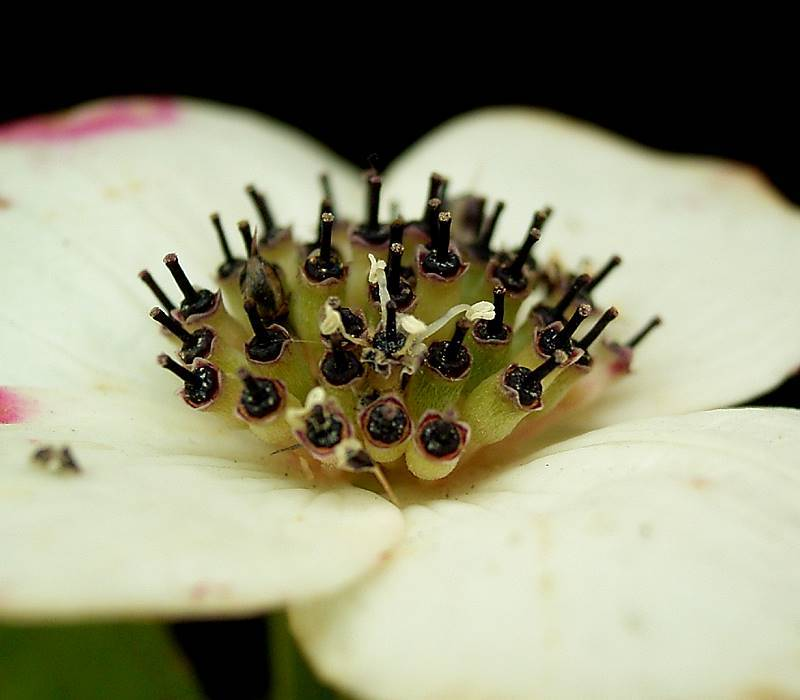
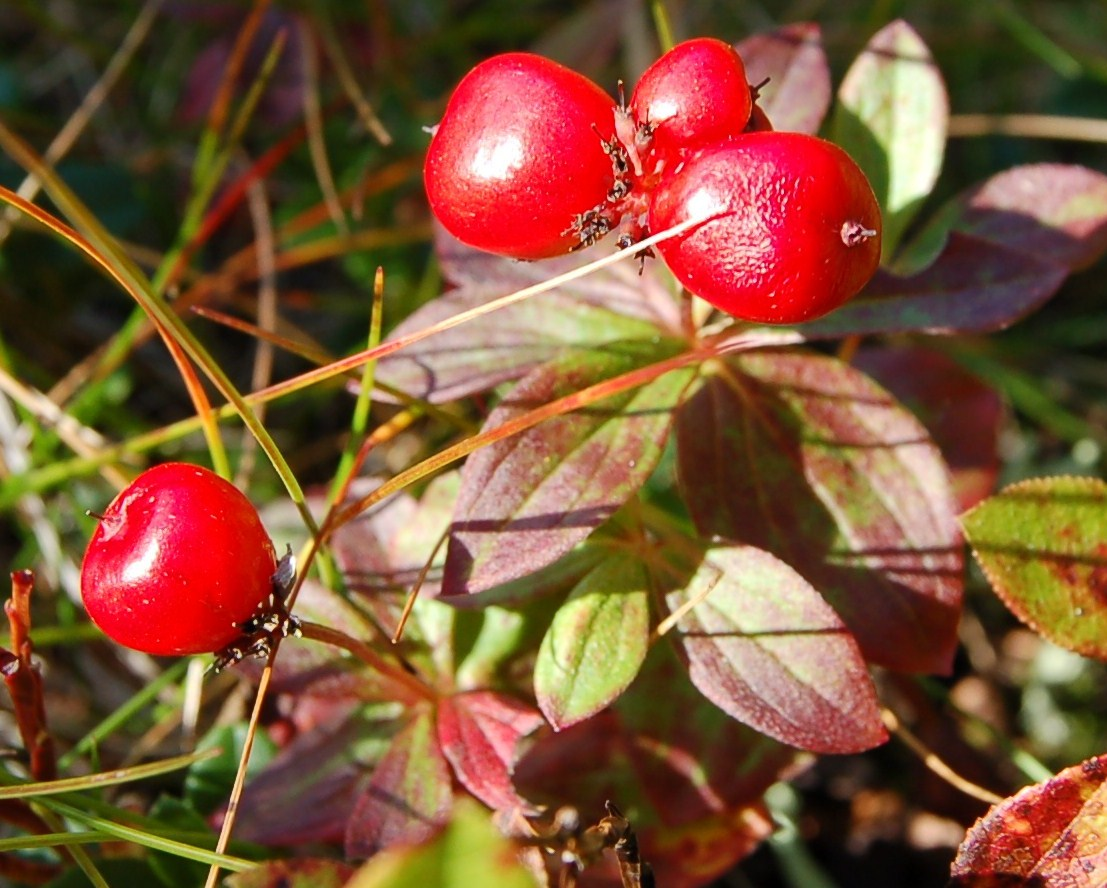
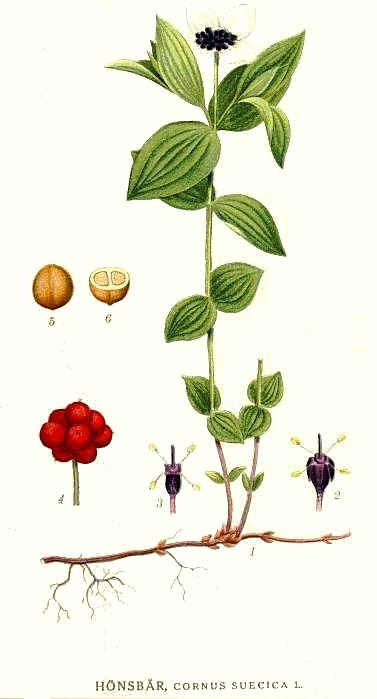